# IC 4580
IC 4580 — галактика типу SB0-a (компактна витягнута галактика) у сузір'ї Північна Корона.
Цей об'єкт міститься в оригінальній редакції індексного каталогу.